# فیصل عزیز
فیصل عزیز (انگلیسی: Faisal Aziz؛ زادهٔ ۱۹۵۷) بازیکن فوتبال بود.
از باشگاه‌هایی که در آن بازی کرده‌است می‌توان به باشگاه فوتبال الشرطه (عراق) اشاره کرد.
وی همچنین در تیم ملی فوتبال عراق بازی کرده‌است.